# Vallei van de Molenbeek
De Vallei van de Molenbeek is een Ankerplaats die zich bevindt ten oosten van de tot de Antwerpse gemeente Puurs-Sint-Amands behorende plaats Liezele.
In dit gebied, bestaande uit de vallei van de Kleine Molenbeek, zijn de historische landschapsstructuren nog grotendeels intact. Er zijn hoogteverschillen tussen het dal en de omgeving, er is open en gesloten gebied. Een en ander zorgt er voor dat er een veelheid aan vegetatietypen bestaat.
Het natuurreservaat Lanenbeemd maakt deel uit van het gebied.